# Rhynchogyna luisifolia
Rhynchogyna luisifolia är en orkidéart som först beskrevs av Henry Nicholas Ridley, och fick sitt nu gällande namn av Gunnar Seidenfaden och Leslie Andrew Garay. Rhynchogyna luisifolia ingår i släktet Rhynchogyna och familjen orkidéer. Inga underarter finns listade i Catalogue of Life.